# Christian Golusda

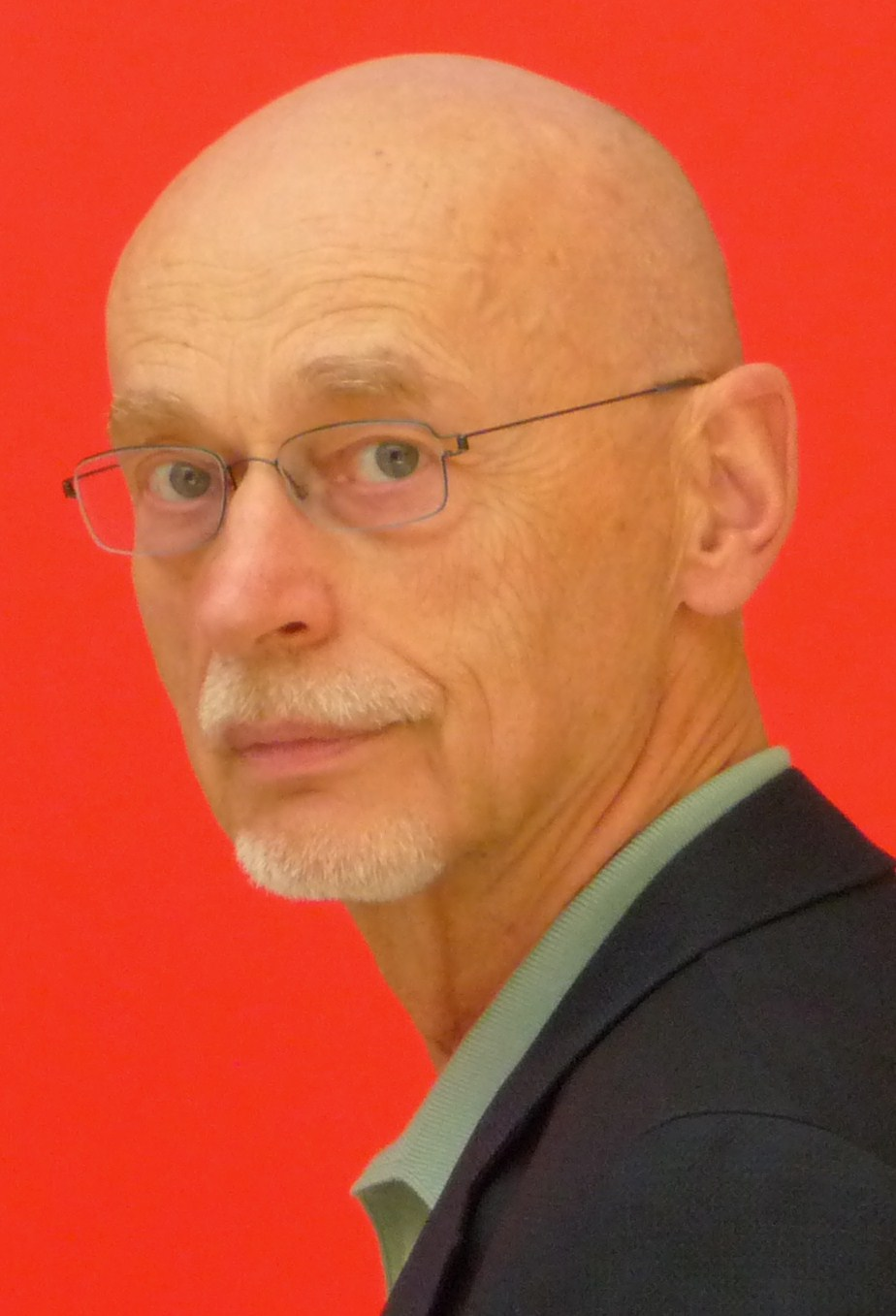
Christian Golusda / Foto: Alfredo de Laat

Christian Golusda (* 26. Dezember 1948 in Bismark (Altmark)) ist ein deutscher darstellender Künstler, Autor und Arzt.

## Leben
Golusda wuchs in Stade auf. Nach dem Abitur studierte er Pharmazie in Freiburg im Breisgau und Medizin in Frankfurt am Main und ist Arzt für Psychiatrie. Neben dem Studium nahm er Unterricht in vorwiegend modernen Tanztechniken sowie in Gesang und war seit Ende der 1970er Jahre als Quereinsteiger in der freien Kulturszene als Tänzer und Schauspieler tätig. Er ist Gründungsmitglied der freien Tanztheatergruppe Tanz & soweiter in Frankfurt am Main und wirkte als Darsteller, Regisseur und Dramaturg unter anderem am Theater am Turm, am Künstlerhaus Mousonturm und dem Gallus Theater in Frankfurt. Als Autor verfasste er Artikel über Tanz und Tänzer, außerdem Gebrauchslyrik, Kinderreime und Übersetzungen aus dem Niederländischen und Englischen.
Golusda lebt in Frankfurt am Main.

## Auszeichnungen
- 2009: Robert-Gernhardt-Preis zusammen mit Elsemarie Maletzke für das Reisereimprojekt Frau M. grüßt herzlich Doktor Krittel.[1]

## Bibliographie (Auswahl)
- mit Elsemarie Maletzke: Sturm und Tang – Fünfundfünfzig Reisegedichte. weissbooks.w, Frankfurt am Main 2010, ISBN 978-3-940888-66-2.
- Doktor Krittels Kinderkram – Reime und Bilder für kleine und große Kinder. Mabuse-Verlag, Frankfurt am Main 2018, ISBN 978-3-86321-405-0.
- Doktor Krittels Federvieh – Viele vlotte Vogelverse. BoD-Verlag, Norderstedt 2022, ISBN 978-3-7568-2375-8.

### Übersetzungen
- Schwarze Liese. – Reimgeschichte von Annie M. G. Schmidt / Illustrationen von  Annemarie van Haeringen, Übersetzung aus dem Niederländischen, Mabuse-Verlag, Frankfurt am Main 2024, ISBN 978-3-86321-657-3.

- mit Gerd Busse: Ganz einfach glücklich, in der Dapperstraat – Ausgewählte Gedichte. von J.C. Bloem, Übersetzung aus dem Niederländischen; zweisprachige Ausgabe, Mauke Verlag, Jena 2024, ISBN 978-3-948259-19-8.
- Ein Teich voll mit Tinte – Reimgeschichten. von Annie M. G. Schmidt, Übersetzung aus dem Niederländischen, Moritz Verlag, Frankfurt am Main 2017, ISBN 978-3-89565-324-7.
- Ich bin Gott – Waslaw Nijinski, Leben und Wahnsinn. von Peter Ostwald, Übersetzung aus dem amerikanischen Englisch, Europäische Verlagsanstalt, Hamburg 1997, ISBN 3-434-50066-9.

## Bühnentätigkeit (Auswahl)
- Märchenhafte Zeiten (Tanz, Co-Konzept); Tanztheaterprojekt der Gruppe Tanz & soweiter; Theater am Turm, Frankfurt am Main, 1982.[4]
- Eiertänze – Dichterwort und Körpersprache (Konzept und Regie), Tanztheaterstück, Choreographie: Johanna Knorr; Gallus Theater, Frankfurt am Main, 1991.[5]
- Sleepless Beauties (Konzept und Regie), Tanztheaterstück, Choreographie: Johanna Knorr; Künstlerhaus Mousonturm, Frankfurt am Main, 1992[6]
- Regenzeit – Performance für zwei Männer mit Flügeln (Konzept, Akteur), Komposition und Piano: András Hamary; Eclat – Festival Neue Musik, Theaterhaus Stuttgart, Stuttgart, 1998.[7][8]
- Feuer im Kopf – Solo für Waslaw Nijinski (Konzept und Inszenierung), Tanztheaterstück mit Patrik Erni; Theaterhaus G7, Mannheim, 2002.[9]
- REST – ein Stück nach Motiven von Samuel Beckett (Konzept, Inszenierung, Akteur), Musik: András Hamary; Theater Landungsbrücken, Frankfurt am Main, 2006.[10]
- Operation Cole Porter (Konzept, Akteur, vocals), Musikkabarett; Musik: Martin Lejeune, Regie: Manfred Roth; Stalburg Theater, Frankfurt am Main, 2013.[11][12]
- Dead Wall Tales (Inszenierung, Akteur); Musiktheater nach Bartleby, der Schreiber von Herman Melville; Komposition und Videoanimation: András Hamary; Tage der Neuen Musik, Hochschule für Musik Würzburg, 2015.[13][14][15]